# Mireille Ponsard
Pour les articles homonymes, voir Ponsard.
Mireille Ponsard est une chanteuse lyrique française. Elle est née à Marseille le 13 mars 1909 et morte à Paris le 5 février 1999. Elle épouse Émile Audiffred le 1er juillet 1936, et en divorce le 9 juillet 1946.

## Biographie
Mireille Ponsard a commencé jeune à chanter à Marseille. Maurice Chevalier l'introduit dans le milieu des cabarets parisiens. Elle débute au Casino de Paris en 1934, engagé par Henri Varna et Emile Audiffred pour la revue Parade de France au côté de Georgius, Dandy et Tino Rossi qui débute également. C'est surtout sa prestation dans Un de la Canebière de Vincent Scotto et Alibert qui la fait connaitre. Avec son mari producteur et auteur Émile Audiffred, celui-ci lui fera des opérettes marseillaises sur mesure comme Au Soleil de Marseille en 1936, Marseille mes amours (la première à L'Alcazar de Paris le 17 décembre 1938) et Ma belle Marseillaise (création à l'Alcazar de Marseille en 1938, au variétés sur Paris avec les chanteurs Gorlett, Alibert en 1940-1944) et plusieurs revue au théâtre de l’Odéon de Marseillaise comme; Avec le Soleil avec Reda Caire en 1942 et Au Port du Soleil avec Fernand Sardou en 1943. Les succès s'enchainent et elle joue au cinéma dans l'adaptation de deux opérettes :Au soleil de Marseille et Marseille mes amours. Son répertoire appartient à l'opérette marseillaise.
Les titres Au soleil de Marseille et Marseille, mes amours (sur une musique de Georges Sellers et des paroles de G. Koger et Émile Audiffred, Marc Cab et Tutelier pour la seconde chanson) sont enregistrés respectivement les 21 octobre 1936 et 13 octobre 1938. Mireille Ponsard sera la première interprète de "Fanny" de Marcel Pagnol à l'Alcazar de Marseille.
André Bernard dit d'elle qu'elle est « la partenaire préférée de tous les chanteurs du Midi ».

## Filmographie
- 1952 : Le Fruit défendu : Henri Verneuil : Marthe, la bonne des Pellegrin
- 1952 : Coiffeur pour dames : Jean Boyer - Mlle Mireille, la dame au chien
- 1940 : Marseille mes amours : Jacques Daniel-Norman - Nini Bonvalon
- 1938 : Au soleil de Marseille : Pierre-Jean Ducis - Mimi Cassis
- 1934 : Deux mille deux cent vingt deux CF2 : Victor de Fast - court métrage -